# Šargovac
Šargovac (en serbe cyrillique : Шарговац) est une localité de Bosnie-Herzégovine. Elle est située sur le territoire de la ville de Banja Luka et dans la république serbe de Bosnie. Selon les premiers résultats du recensement bosnien de 2013, elle compte 3 171 habitants.

## Géographie

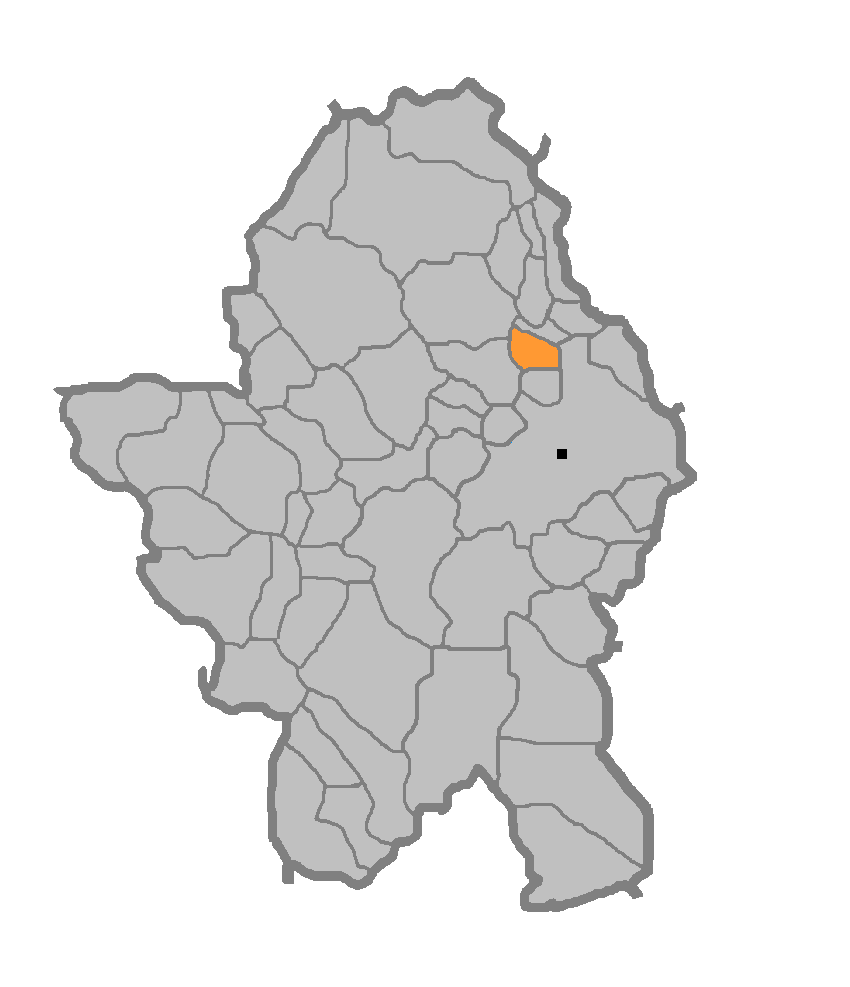
Localisation de la communauté locale de Šargovac dans la ville de Banja Luka

Le village, situé au nord-ouest de Banja Luka, est traversé par le canal de Šargovac, qui rejoint peu après la Rudnička rijeka, un affluent du Vrbas.

## Démographie

### Évolution historique de la population dans la localité
| 1948 | 1953 | 1961 | 1971 | 1981  | 1991  | 2013  |
| ---- | ---- | ---- | ---- | ----- | ----- | ----- |
| -    | -    | 933  | 994  | 1 171 | 1 313 | 3 171 |

|  |

### Communauté locale
En 1991, la communauté locale de Šargovac comptait 1 599 habitants, répartis de la manière suivante :